# Pjad' zemli
Pjad' zemli (Пядь земли) è un film del 1964 diretto da Andrej Sergeevič Smirnov e Boris Vladimirovič Jašin.